# Westar

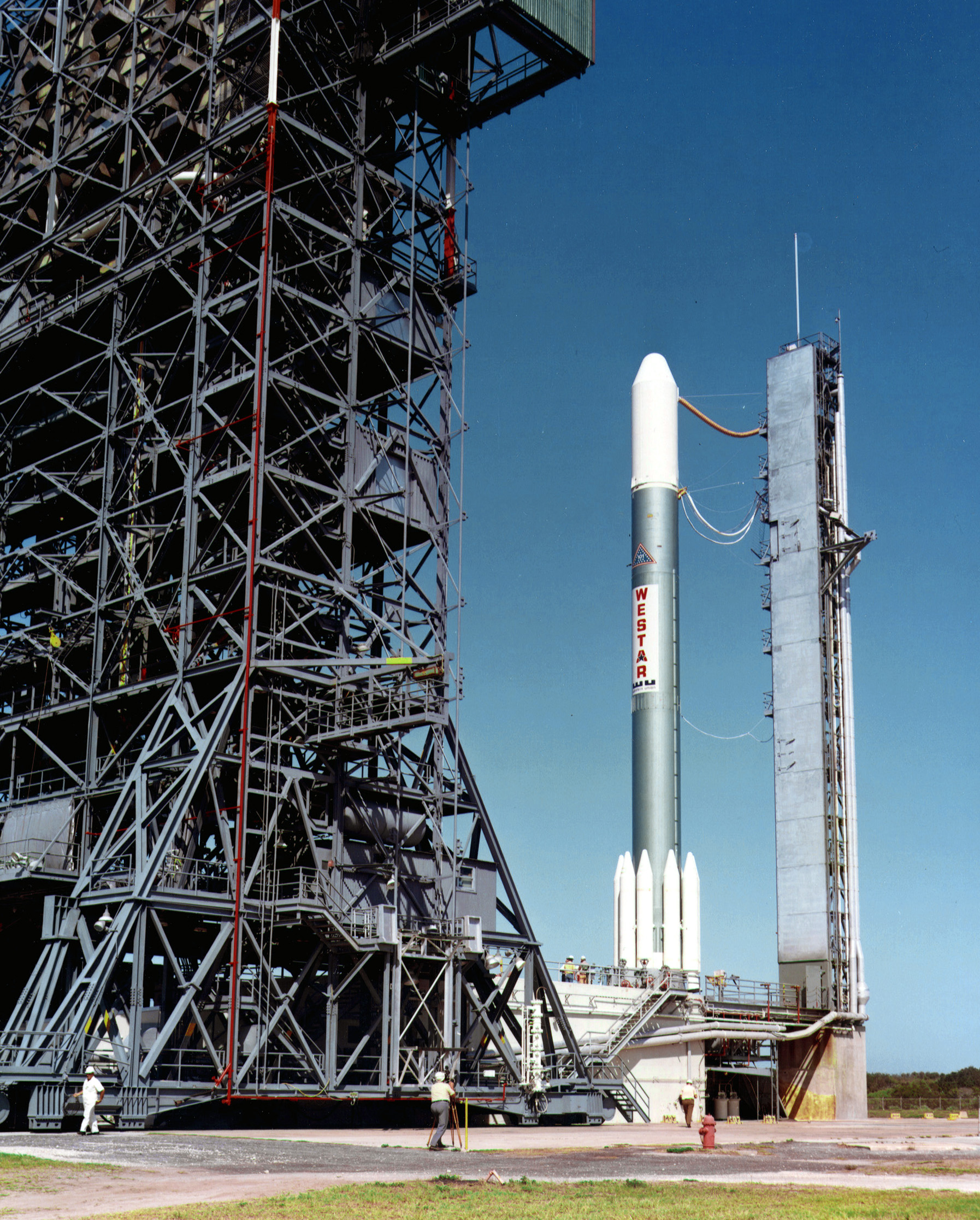
Fusée Delta 1 avec à son bord Westar 1 avant son lancement (avril 1974).

Westar est une famille de satellites de télécommunications domestiques géostationnaires américains construits par Hughes Aircraft et exploités initialement par la Western Union Telegraph Company, puis par Hughes Communication.
Lancé le 13 avril 1974, et mis à poste par 99° de longitude ouest, Westar 1 fut le premier satellite de communications intérieures des États-Unis.
Westar 6, lancé par la navette spatiale Challenger le 4 février 1984 (STS-41-B) ne put atteindre l’orbite géostationnaire par suite d’une défaillance de son propulseur d’appoint, pas plus que Palapa B2 ; récupéré le 16 novembre 1984 en même temps que le second engin, lors du 14e vol de la navette spatiale, et ramené au sol dans la soute de la navette spatiale Discovery (STS-51-A), il a été revendu à un consortium asiatique. Il fut de nouveau lancé le 8 avril 1990, sous le nom d’AsiaSat 1, par une fusée chinoise Longue Marche 3.